# Grumman S-2 Tracker
Grumman S-2 Tracker (innan 1962 Grumman S2F Tracker) var ett amerikanskt ubåtsjaktflygplan konstruerat att operera från hangarfartyg. I amerikanska flottan ersattes Tracker av Lockheed S-3 Viking i mitten av 1970-talet. I början av 2010-talet var Brasiliens flygvapen, Argentinas marinflyg och Taiwans flotta de enda militära operatörerna som fortfarande hade Tracker i tjänst. Dock används Tracker fortfarande i civil tjänst för brandbekämpning och som passagerarflygplan i flera länder.

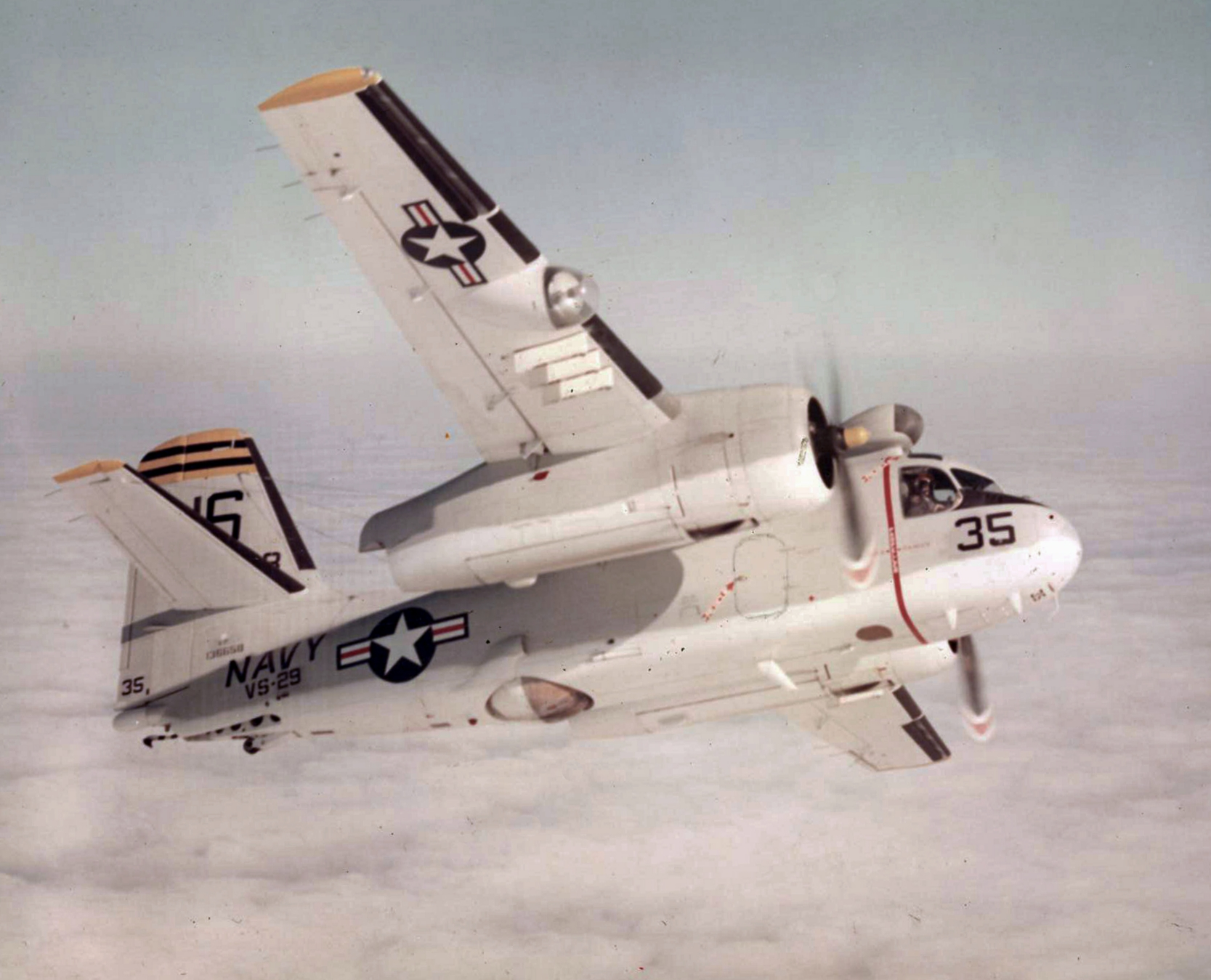
En S-2A visar undersidan där den indragna radomen syns tydligt. Notera sökarljuset och vapenbalkarna under styrbords vinge.

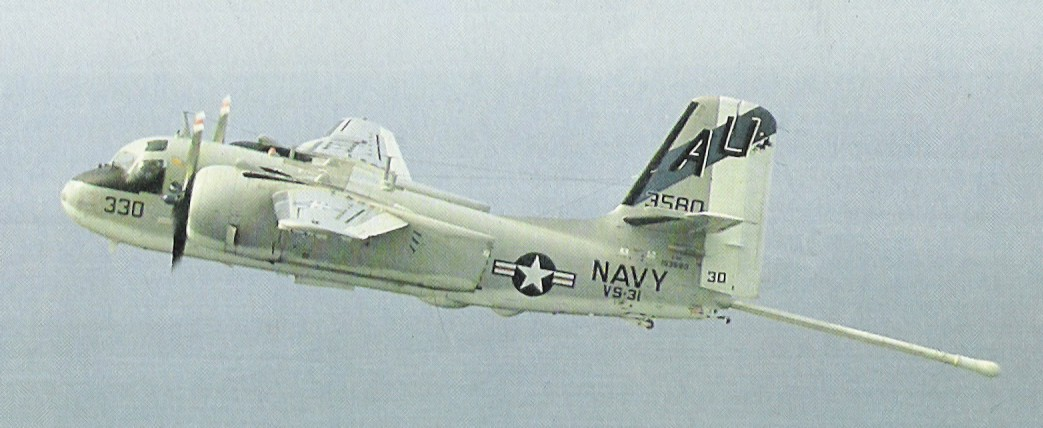
En S-2G med magnetometern i utdraget läge. Magnetometern behöver avstånd från flygplanets eget magnetfält för att kunna upptäcka magnetfältet från en ubåt.

## Konstruktion
Grumman S-2 Tracker konstruerades som en ersättare för äldre ubåtsjaktflygplan som Grumman TBF Avenger och Grumman AF Guardian. De hade inte tillräcklig kapacitet att bära med sig både ubåtsjaktvapen och spaningsutrustning och opererade därför i så kallade Hunter-Killer teams där det ena flygplanet bar spaningsutrustningen och det andra bar vapnen. Tracker var det första hangarfartygsbaserade flygplanet som hade kapacitet att utföra båda uppgifterna samtidigt.
Användandet av stjärnmotorer var inte självklart, men eftersom 1950-talets jetmotorer hade för dålig driftsekonomi och turbopropmotorer fortfarande inte var allmänt tillgängliga var Cyclone-motorerna de som gav Tracker bäst räckvidd och uthållighet, i synnerhet på låg höjd. Tracker har ett invändigt bombutrymme precis som andra världskrigets bombflygplan, men vapenbalkarna under vingarna har mer kapacitet. En innovativ finess är att sonarbojarna bärs i därför avsedda tuber i motorgondolerna. De tar därför inte upp utrymme i bombrummet och flygplanet behöver inte heller öppna bombluckorna för att fälla sonarbojar.
Radarn sitter i en radom bakom bombutrymmet. Det gör att radarn har 360° täckning. Radomen kan dras in i flygkroppen när den inte används vilket minskar luftmotståndet. Tidiga modeller hade en signalspaningskapsel monterad på taket ovanför förarkabinen, men de flyttades till vingspetsarna i senare modeller. Ett kraftigt sökarljus för optisk spaning sitter monterat under styrbords vinge.

## Export

### Argentina
Argentina köpte sju stycken S-2A 1962 och ytterligare sex stycken S-2E 1978. De användes både från landbaser och från hangarfartygen ARA Independencia och ARA Veinticinco de Mayo. De användes flitigt under Falklandskriget då Trackers från Veinticinco de Mayo upptäckte och spårade den brittiska flottstyrkan. Efter sänkningen av ARA General Belgrano opererade Argentinas Trackers enbart från landbaser eftersom Veinticinco de Mayo drogs tillbaka. På 1990-talet köptes ytterligare tre begagnade S-2G. Sedan Argentinas sista hangarfartyg togs ur tjänst 2010 är Argentinas Trackers huvudsakligen landbaserade, men de baseras tillfälligt ombord på det brasilianska hangarfartyget São Paulo under årliga gemensamma övningar och ibland även på amerikanska hangarfartyg.

### Australien
Från 1967 till 1984 opererade Australiens flotta två divisioner S-2E och S-2G. Den ena från flygbasen i Nowra i New South Wales och den andra från hangarfartyget HMAS Melbourne. Endast en Tracker i australiensisk tjänst förolyckades under flygning 10 februari 1975. Den 4 december 1976 förstördes dock flera Trackers i en brand i en hangar i Nowra. Dessa ersattes med begagnade S-2G från USA och även de kvarvarande S-2E uppgeraderades till S-2G.

### Brasilien
I Brasilien är det flygvapnet som opererar de S-2A och S-2E som är baserade på  São Paulo och tidigare på Minas Gerais. År 2010 köpte Brasilien två stycken S-2T som sedan lämnades över till Marsh Aviation i Arizona för konvertering till AEW-flygplan. De beräknas tas i tjänst under 2015.

### Kanada
År 1954 skrev de Havilland Canada kontrakt med Grumman om att licenstillverka S-2 Tracker för att ersätta de Grumman TBF Avenger som användes av Kanadas flotta. De första togs i tjänst 1956 och 1957 baserades den första divisionen Trackers ombord på hangarfartyget HMCS Bonaventure. När Bonaventure togs ur tjänst 1970 baserades alla Kanadas Trackers på landbaser där deras begränsade räckvidd visade sig vara ett handikapp. År 1981 var bara 20 Trackers fortfarande i tjänst, fast berövade all sin ubåtsjaktutrustning och enbart använda för havsövervakning. De sista togs ur tjänst 1990.

### Nederländerna
År 1960 köpte Nederländerna 28 stycken S2F-1 från USA och 17 CS2F-1 från Kanada. De baserades dels ombord på hangarfartyget Karel Doorman och från flygbasen i Valkenburg. De flesta skrotades under 1970-talet och de sista såldes till Turkiet 1976.

### Taiwan
År 1980 beställde Taiwan 32 stycken S-2T Turbo Trackers, ombyggda av Grumman av begagnade amerikanska S-2E och S-2G. Bara 27 kunde dock färdigställas på grund av brist på delar. Även de ofärdiga fem flygplanen levererades till Taiwan för att användas som reservdelar. Taiwans Trackers är de modernaste som används av en militär operatör. De har inte bara modernare motorer utan även ny radar, ny signalprocessor för sonarbojarna och FLIR.

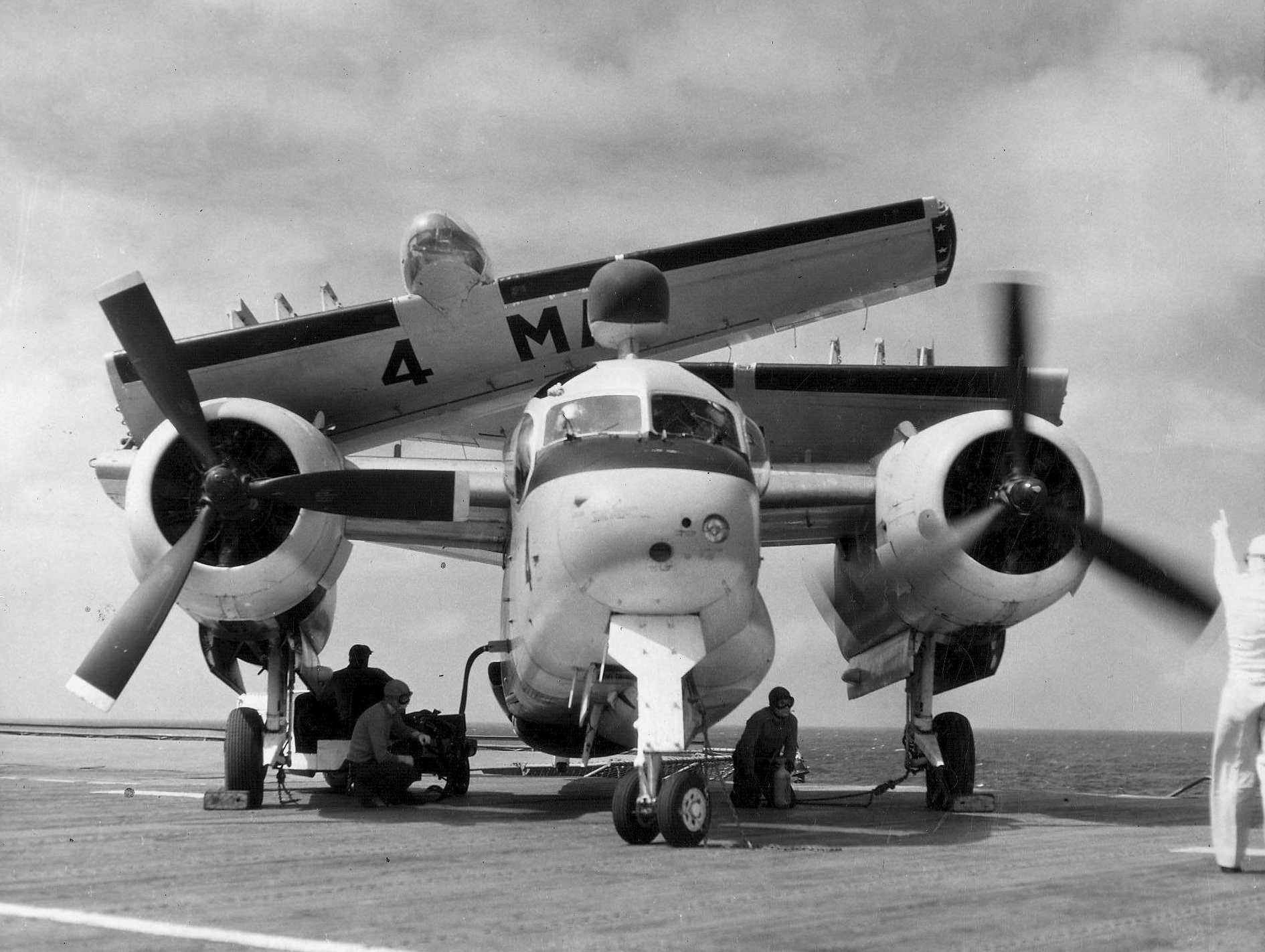
En S-2A med vingarna hopfällda. Notera att vingarna viks omlott med styrbordsvingen framåt och babordsvingen bakåt.

## Varianter
- XS2F-1 – Två producerade prototyper.
- YS2F-1 (YS-2A) – Förproduktionsserie om 15 flygplan.
- S2F-1 (S-2A) – Första produktionsserien, 740 byggda.
- S2F-1T (TS-2A) – S2F-1 ombyggda till skolflygplan.
- S2F-1U (US-2A) – S2F-1 ombyggda till transportflygplan.
- S2F-1S (S-2B) – S2F-1 modifierade med spaningsutrustningen Julie/Jezebel.
- S2F-2 (S-2C) – 77 stycken S2F-1 med asymmetriskt förstorat bombutrymme och något större stjärtfena.
- S2F-2P (RS-2C) – S2F-2 konverterade till spaningsflygplan.
- S2F-2U (US-2C) – S2F-2 konverterade till transportflygplan.
- S2F-3 (S-2D) – Version med längre flygkropp, större bränslekapacitet och plats för dubbelt så många sonarbojar, 100 byggda.
- S2F-3S (S-2E) – S2F-3 med spaningsutrustningen Julie/Jezebel.
- S2F-1S1 (S-2E) – S2F-1S med förbättrad  Julie/Jezebel.
- AS-2D – Nattattackversion utvecklad under Vietnamkriget för insatser mot Ho Chi Minhleden, inga producerade.
- ES-2D – Version för elektronisk krigföring och signalspaning.
- US-2D – S-2D ombyggda till transportflygplan.
- S-2G – S-2E med moderniserad elektronik och signalprocessor för sonarbojarna.
- S-2T Turbo Tracker – Exportversion med turbopropmotorer.
- S-2AT – S-2T ombyggda för brandbekämpning.
- CS2F-1 – 42 stycken S2F-1 byggda på licens av de Havilland Canada.
- CS2F-2 – CS2F-1 med förbättrad navigationsutrustning, 57 byggda.
- CS2F-3 – CS2F-2 med uppgraderad elektronik, 43 ombyggda från CS2F-2.
- CP-121 – Gemensam beteckning på alla CS2F-varianter efter 1968.

## Användare

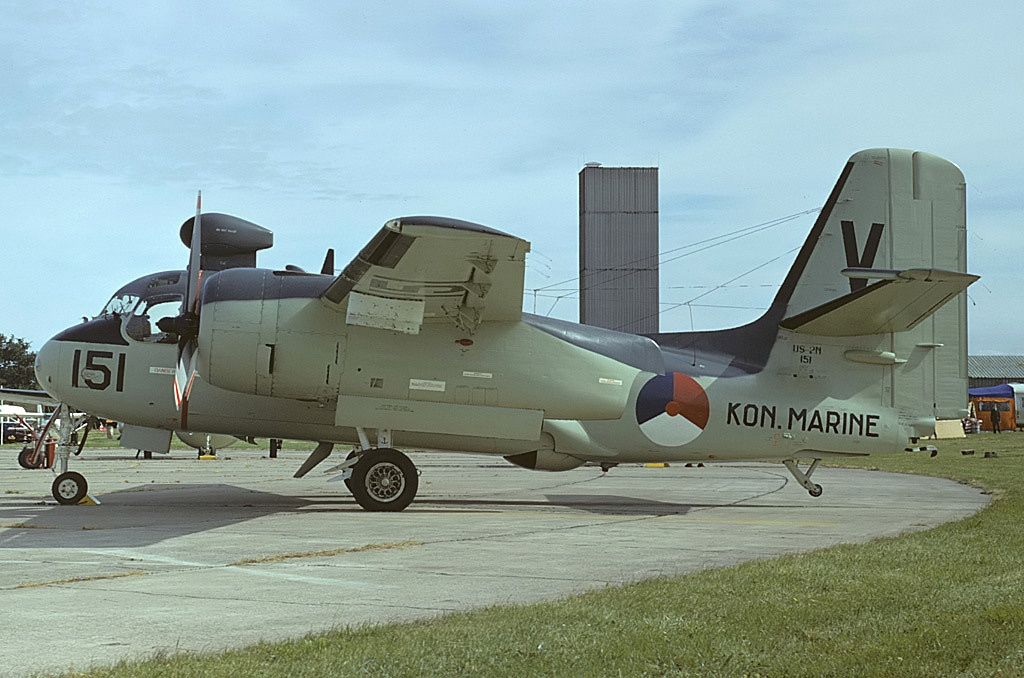
Grumman US-2N Tracker, Nederländernas flotta

- Argentinas marinflyg (1962– )
- Australiens flotta (1967–1984)
- Brasiliens flygvapen (1961–)
- Italiens flygvapen (1957–1978)
- Japans marina självförsvarsstyrkor (1957–1984)
- Kanadas väpnade styrkor (1956–1990)
- Nederländernas flotta (1960–1976)
- Peruanska flottan (1975–1989)
- Sydkoreas flotta (1976–1981)
- Taiwans flotta (1980–)
- Thailands flotta (1968–)
- Turkiets flotta (1971–1987)
- Armada Nacional (1965–2004)
- USA:s flotta (1954–1976)
- Venezuelanska flottan